# Сибирский федеральный округ
Сиби́рский федера́льный о́круг (СФО) — федеральный округ в сибирской части Российской Федерации. Образован Указом президента РФ от 13 мая 2000 года. Имеет в своём составе 10 субъектов РФ.
Территория округа составляет 25,47 % от территории РФ (вторая по размеру, ненамного уступающая Дальневосточному федеральному округу). Имеет как сухопутные, так и морские границы.
Административный центр и крупнейший город округа — Новосибирск, является также крупнейшим городом в азиатской части России.
Указом президента России № 632 от 3 ноября 2018 года из состава федерального округа исключены Республика Бурятия и Забайкальский край, данные территории переданы в Дальневосточный федеральный округ. Это стало единственным случаем передачи субъектов из одного федерального округа в другой, не связанным с образованием или ликвидацией этих округов.

## Административно-правовой статус округа
Федеральный округ не является частью административного деления России (субъектом РФ).

## Крупные города
Населённые пункты с численностью населения более 70 тысяч человек
| Новосибирск | ↗1 637 266 |
| Красноярск  | ↗1 211 756 |
| Омск        | ↘1 101 367 |
| Барнаул     | ↗621 598   |
| Иркутск     | ↘605 708   |
| Томск       | ↘544 566   |
| Кемерово    | ↘542 928   |
| Новокузнецк | ↘528 747   |

| Братск      | ↘219 365 |
| Ангарск     | ↘216 973 |
| Абакан      | ↘184 284 |
| Бийск       | ↘179 211 |
| Норильск    | ↘175 773 |
| Прокопьевск | ↘170 429 |
| Кызыл       | ↗131 981 |

| Рубцовск          | ↘121 698 |
| Северск           | ↘104 982 |
| Бердск            | ↘101 987 |
| Ачинск            | ↘99 048  |
| Междуреченск      | ↘94 435  |
| Ленинск-Кузнецкий | ↘88 171  |
| Канск             | ↘85 182  |

| Киселёвск        | ↘80 115 |
| Железногорск     | ↘80 081 |
| Юрга             | ↘77 092 |
| Усть-Илимск      | ↘77 034 |
| Черногорск       | ↘75 672 |
| Новоалтайск      | ↘73 292 |
| Усолье-Сибирское | ↘71 694 |

## Состав округа
| Сибирский федеральный округ · Географическое положение СибФО | Сибирский федеральный округ · Географическое положение СибФО | Сибирский федеральный округ · Географическое положение СибФО | Сибирский федеральный округ · Географическое положение СибФО | Сибирский федеральный округ · Географическое положение СибФО | Сибирский федеральный округ · Географическое положение СибФО |
| №                                                            | Флаг                                                         | Субъект Федерации                                            | Площадь, км²                                                 | Население, чел.                                              | Админ. центр                                                 |
| ------------------------------------------------------------ | ------------------------------------------------------------ | ------------------------------------------------------------ | ------------------------------------------------------------ | ------------------------------------------------------------ | ------------------------------------------------------------ |
| 1                                                            |                                                              | Республика Алтай                                             | 92 903                                                       | ↘210 095                                                     | Горно-Алтайск                                                |
| 2                                                            |                                                              | Алтайский край                                               | 167 996                                                      | ↘2 099 186                                                   | Барнаул                                                      |
| 3                                                            |                                                              | Иркутская область                                            | 774 846                                                      | ↘2 322 292                                                   | Иркутск                                                      |
| 4                                                            |                                                              | Кемеровская область — Кузбасс                                | 95 725                                                       | ↘2 527 219                                                   | Кемерово                                                     |
| 5                                                            |                                                              | Красноярский край                                            | 2 366 797                                                    | ↘2 837 988                                                   | Красноярск                                                   |
| 6                                                            |                                                              | Новосибирская область                                        | 177 756                                                      | ↘2 786 540                                                   | Новосибирск                                                  |
| 7                                                            |                                                              | Омская область                                               | 141 140                                                      | ↘1 805 806                                                   | Омск                                                         |
| 8                                                            |                                                              | Томская область                                              | 314 391                                                      | ↘1 039 728                                                   | Томск                                                        |
| 9                                                            |                                                              | Республика Тыва                                              | 168 604                                                      | ↗338 483                                                     | Кызыл                                                        |
| 10                                                           |                                                              | Республика Хакасия                                           | 61 569                                                       | ↘525 557                                                     | Абакан                                                       |

Все указанные выше субъекты входят в округ с 13 мая 2000 года.

### Общая карта
Города с населением:
 — свыше 1 000 000 чел.
 — от 500 000 чел. до 1 000 000 чел.
 — от 200 000 чел. до 500 000 чел.
 — от 100 000 чел. до 200 000 чел.

## Население
| 1989        | 1990        | 1991        | 1992        | 1993        | 1994        | 1995        | 1996        | 1997        |
| ----------- | ----------- | ----------- | ----------- | ----------- | ----------- | ----------- | ----------- | ----------- |
| 21 068 000  | ↗21 105 687 | ↗21 141 564 | ↗21 148 857 | ↘21 112 428 | ↘21 008 227 | ↘20 961 636 | ↘20 882 943 | ↘20 782 684 |
| 1998        | 1999        | 2000        | 2001        | 2002        | 2003        | 2004        | 2005        | 2006        |
| ↘20 691 133 | ↘20 604 840 | ↘20 464 285 | ↘20 333 014 | ↘20 062 938 | ↘20 030 930 | ↘19 900 928 | ↘19 794 160 | ↘19 676 262 |
| 2007        | 2008        | 2009        | 2010        | 2011        | 2012        | 2013        | 2014        | 2015        |
| ↘19 590 067 | ↘19 553 461 | ↘19 545 470 | ↘19 256 426 | ↘19 251 876 | ↗19 260 935 | ↗19 278 201 | ↗19 292 740 | ↗19 312 169 |
| 2016        | 2017        | 2018        | 2019        | 2020        | 2021        | 2022        | 2023        | 2024        |
| ↗19 324 031 | ↗19 326 196 | ↘19 287 474 | ↘17 173 335 | ↘17 118 387 | ↘16 792 699 | ↘16 758 520 | ↘16 645 802 | ↘16 567 143 |
| 2025        |             |             |             |             |             |             |             |             |
| ↘16 492 894 |             |             |             |             |             |             |             |             |

| Рождаемость (число родившихся на 1000 человек населения) | Рождаемость (число родившихся на 1000 человек населения) | Рождаемость (число родившихся на 1000 человек населения) | Рождаемость (число родившихся на 1000 человек населения) | Рождаемость (число родившихся на 1000 человек населения) | Рождаемость (число родившихся на 1000 человек населения) | Рождаемость (число родившихся на 1000 человек населения) | Рождаемость (число родившихся на 1000 человек населения) | Рождаемость (число родившихся на 1000 человек населения) |
| 1970                                                     | 1975                                                     | 1980                                                     | 1985                                                     | 1990                                                     | 1995                                                     | 1996                                                     | 1997                                                     | 1998                                                     |
| -------------------------------------------------------- | -------------------------------------------------------- | -------------------------------------------------------- | -------------------------------------------------------- | -------------------------------------------------------- | -------------------------------------------------------- | -------------------------------------------------------- | -------------------------------------------------------- | -------------------------------------------------------- |
| 16                                                       | ↗18,2                                                    | ↗18,6                                                    | →18,6                                                    | ↘14,6                                                    | ↘9,9                                                     | ↘9,6                                                     | ↘9,3                                                     | ↗9,5                                                     |
| 1999                                                     | 2000                                                     | 2001                                                     | 2002                                                     | 2003                                                     | 2004                                                     | 2005                                                     | 2006                                                     | 2007                                                     |
| ↘9,1                                                     | ↗9,5                                                     | ↗10                                                      | ↗10,7                                                    | ↗11,5                                                    | ↗11,6                                                    | ↘11,4                                                    | ↗11,6                                                    | ↗12,7                                                    |
| 2008                                                     | 2009                                                     | 2010                                                     | 2011                                                     | 2012                                                     | 2013                                                     | 2014                                                     |                                                          |                                                          |
| ↗13,7                                                    | ↗14                                                      | ↗14,1                                                    | →14,1                                                    | ↗14,9                                                    | →14,9                                                    | ↘14,7                                                    |                                                          |                                                          |

| Смертность (число умерших на 1000 человек населения) | Смертность (число умерших на 1000 человек населения) | Смертность (число умерших на 1000 человек населения) | Смертность (число умерших на 1000 человек населения) | Смертность (число умерших на 1000 человек населения) | Смертность (число умерших на 1000 человек населения) | Смертность (число умерших на 1000 человек населения) | Смертность (число умерших на 1000 человек населения) | Смертность (число умерших на 1000 человек населения) |
| 1970                                                 | 1975                                                 | 1980                                                 | 1985                                                 | 1990                                                 | 1995                                                 | 1996                                                 | 1997                                                 | 1998                                                 |
| ---------------------------------------------------- | ---------------------------------------------------- | ---------------------------------------------------- | ---------------------------------------------------- | ---------------------------------------------------- | ---------------------------------------------------- | ---------------------------------------------------- | ---------------------------------------------------- | ---------------------------------------------------- |
| 7,9                                                  | ↗9                                                   | ↗10,2                                                | →10,2                                                | ↘10,1                                                | ↗14,1                                                | ↘13,7                                                | ↘13,1                                                | ↘12,7                                                |
| 1999                                                 | 2000                                                 | 2001                                                 | 2002                                                 | 2003                                                 | 2004                                                 | 2005                                                 | 2006                                                 | 2007                                                 |
| ↗13,9                                                | ↗14,4                                                | ↗14,7                                                | ↗15,5                                                | ↗16,2                                                | ↘15,9                                                | ↗16,5                                                | ↘15,1                                                | ↘14,4                                                |
| 2008                                                 | 2009                                                 | 2010                                                 | 2011                                                 | 2012                                                 | 2013                                                 | 2014                                                 |                                                      |                                                      |
| →14,4                                                | ↘13,9                                                | ↗14,2                                                | ↘13,8                                                | ↘13,6                                                | ↘13,3                                                | →13,3                                                |                                                      |                                                      |

| Естественный прирост населения (на 1000 человек населения, знак (-) означает естественную убыль населения) | Естественный прирост населения (на 1000 человек населения, знак (-) означает естественную убыль населения) | Естественный прирост населения (на 1000 человек населения, знак (-) означает естественную убыль населения) | Естественный прирост населения (на 1000 человек населения, знак (-) означает естественную убыль населения) | Естественный прирост населения (на 1000 человек населения, знак (-) означает естественную убыль населения) | Естественный прирост населения (на 1000 человек населения, знак (-) означает естественную убыль населения) | Естественный прирост населения (на 1000 человек населения, знак (-) означает естественную убыль населения) | Естественный прирост населения (на 1000 человек населения, знак (-) означает естественную убыль населения) | Естественный прирост населения (на 1000 человек населения, знак (-) означает естественную убыль населения) |
| 1970 | 1975 | 1980 | 1985 | 1990 | 1995 | 1996 | 1997 | 1998 |
| --- | --- | --- | --- | --- | --- | --- | --- | --- |
| 8,1 | ↗9,2 | ↘8,4 | →8,4 | ↘4,5 | ↘−4,2 | ↗−4,1 | ↗−3,8 | ↗−3,2 |
| 1999 | 2000 | 2001 | 2002 | 2003 | 2004 | 2005 | 2006 | 2007 |
| ↘−4,8 | ↘−4,9 | ↗−4,7 | ↘−4,8 | ↗−4,7 | ↗−4,3 | ↘−5,1 | ↗−3,5 | ↗−1,7 |
| 2008 | 2009 | 2010 | 2011 | 2012 | 2013 | 2014 | | |
| ↗−0,7 | ↗0,1 | ↘−0,1 | ↗0,3 | ↗1,3 | ↗1,6 | ↘1,4 | | |

| Ожидаемая продолжительность жизни при рождении (число лет) | Ожидаемая продолжительность жизни при рождении (число лет) | Ожидаемая продолжительность жизни при рождении (число лет) | Ожидаемая продолжительность жизни при рождении (число лет) | Ожидаемая продолжительность жизни при рождении (число лет) | Ожидаемая продолжительность жизни при рождении (число лет) | Ожидаемая продолжительность жизни при рождении (число лет) | Ожидаемая продолжительность жизни при рождении (число лет) | Ожидаемая продолжительность жизни при рождении (число лет) |
| 1990                                                       | 1991                                                       | 1992                                                       | 1993                                                       | 1994                                                       | 1995                                                       | 1996                                                       | 1997                                                       | 1998                                                       |
| ---------------------------------------------------------- | ---------------------------------------------------------- | ---------------------------------------------------------- | ---------------------------------------------------------- | ---------------------------------------------------------- | ---------------------------------------------------------- | ---------------------------------------------------------- | ---------------------------------------------------------- | ---------------------------------------------------------- |
| 67,9                                                       | ↘67,7                                                      | ↘66,3                                                      | ↘63,2                                                      | ↘61,8                                                      | ↗62,8                                                      | ↗63,7                                                      | ↗64,7                                                      | ↗65,4                                                      |
| 1999                                                       | 2000                                                       | 2001                                                       | 2002                                                       | 2003                                                       | 2004                                                       | 2005                                                       | 2006                                                       | 2007                                                       |
| ↘64,1                                                      | ↘63,7                                                      | ↘63,6                                                      | ↘63,1                                                      | ↘62,8                                                      | ↗63,3                                                      | ↘62,8                                                      | ↗64,7                                                      | ↗65,7                                                      |
| 2008                                                       | 2009                                                       | 2010                                                       | 2011                                                       | 2012                                                       | 2013                                                       |                                                            |                                                            |                                                            |
| ↗66,2                                                      | ↗67                                                        | ↗67,1                                                      | ↗67,7                                                      | ↗68                                                        | ↗68,6                                                      |                                                            |                                                            |                                                            |

### Национальный состав
2010 год
Национальный состав по данным переписи 2010 года:
1. Русские — 16 542 506 (85,91 %)
2. Буряты — 442 794 (2,30 %)
3. Тувинцы — 259 971 (1,35 %)
4. Украинцы — 227 353 (1,18 %)
5. Татары — 204 321 (1,06 %)
6. Немцы — 198 109 (1,03 %)
7. Казахи — 117 507 (0,61 %)
8. Алтайцы — 72 841 (0,38 %)
9. Хакасы — 70 859 (0,37 %)
10. Армяне — 63 091 (0,33 %)
11. Азербайджанцы — 54 762 (0,28 %)
12. Белорусы — 47 829 (0,25 %)
13. Узбеки — 41 799 (0,22 %)
14. Чуваши — 40 527 (0,21 %)
15. Таджики — 32 419 (0,17 %)
16. Киргизы — 30 871 (0,16 %)
17. Мордва — 19 238 (0,10 %)
18. Цыгане — 15 162 (0,08 %)
19. Башкиры — 12 929 (0,07 %)
20. Шорцы — 12 397 (0,06 %)
21. Корейцы — 11 193 (0,06 %)
22. Молдаване — 11 155 (0,06 %)
23. Эвенки — 10 243 (0,05 %)
24. Евреи — 9642 (0,05 %)
25. Марийцы — 9116 (0,05 %)
26. Китайцы — 9075 (0,05 %)
27. Удмурты — 8822 (0,05 %)
28. Поляки — 8435 (0,04 %)
29. Грузины — 7884 (0,04 %)
30. Эстонцы — 7112 (0,04 %)
31. Долганы — 5854 (0,03 %)
32. Лица, не указавшие национальности — 561 206 чел. (2,91 %)

Всего — 19 256 426 чел.
2002 год
1. Русские — 17 530 949 чел. (87,38 %)
2. Буряты — 427 721 (2,13 %)
3. Украинцы — 373 075 (1,86 %)
4. Немцы — 308 727 (1,54 %)
5. Татары — 252 587 (1,26 %)
6. Тувинцы — 239 929 (1,2 %)
7. Казахи — 123 914 (0,62 %)
8. Белорусы — 82 437 (0,41 %)
9. Хакасы — 73 130 (0,36 %)
10. Алтайцы — 65 910 (0,33 %)

### Языки
По этно-языковому составу преобладают следующие группы и семьи:
1. Индоевропейская семья — 17 181 030 чел. (89,22 %)
  1. Славянская группа — 16 828 795 (87,39 %)
  2. Германская группа — 198 471 (1,03 %)
  3. Армянская группа — 63 099 (0,33 %)
  4. Иранская группа — 40 701 (0,21 %)
  5. Индоарийская группа — 15 253 (0,08 %)
  6. Романская группа — 11 830 (0,06 %)
  7. Балтийская группа — 10 310 (0,05 %)
2. Тюркская семья — 946 706 (4,92 %)
3. Монгольская семья — 445 355 (2,31 %)
4. Уральская семья — 56 058 (0,29 %)
  1. Финно-угорская группа — 49 823 (0,26 %)
  2. Самодийская группа — 6235 (0,03 %)
5. Северокавказская семья — 21 434 (0,11 %)
  1. Дагестанская группа — 12 217 (0,06 %)
6. Корейцы — 11 193 (0,06 %)
7. Тунгусо-маньчжурская семья — 10 455 (0,05 %)
8. Сино-тибетская семья — 9430 (0,05 %)
9. Картвельская семья — 7902 (0,04 %)
10. Австроазиатская семья — 1186 (0,01 %)
11. Енисейская семья — 1135 (0,01 %)

### Этнические карты (перелистывается)
- Расселение русских в СФО по городским и сельским поселениям в %, перепись 2010 г.
- Расселение бурят в СФО по городским и сельским поселениям в %, перепись 2010 г.
- Расселение тувинцев в СФО по городским и сельским поселениям в %, перепись 2010 г.
- Расселение украинцев в СФО по городским и сельским поселениям в %, перепись 2010 г.
- Расселение татар в СФО по городским и сельским поселениям в %, перепись 2010 г.
- Расселение немцев в СФО по городским и сельским поселениям в %, перепись 2010 г.
- Расселение казахов в СФО по городским и сельским поселениям в %, перепись 2010 г.
- Расселение алтайцев в СФО по городским и сельским поселениям в %, перепись 2010 г.
- Расселение хакасов в СФО по городским и сельским поселениям в %, перепись 2010 г.
- Расселение шорцев в СФО по городским и сельским поселениям в %, перепись 2010 г.
- Расселение эвенков в СФО по городским и сельским поселениям в %, перепись 2010 г.
- Расселение долган в СФО по городским и сельским поселениям в %, перепись 2010 г.
- Расселение ненцев в СФО по городским и сельским поселениям в %, перепись 2010 г.

## Экономика
На территории округа сосредоточены 85 % общероссийских запасов свинца и платины, 80 % угля и молибдена, 71 % никеля, 69 % меди, 44 % серебра, 40 % золота. Валовый региональный продукт составляет 6 106 912,6 тыс. рублей (2014 г.), то есть 10,37 % ВРП России. Доля в общей протяжённости железных дорог России — 17,5 %.

### Сельское хозяйство
СФО производит более 12 % зерна, 62 % гречихи, 9,6 % картофеля и 10 % масличных культур в целом по стране
СФО показывает устойчивый рост производства продукции АПК: ТОП-25 производителей Сибири в сфере молочного животноводства.
| №         | Субъект                       | 2016    | в %   |
| --------- | ----------------------------- | ------- | ----- |
| 1         | Красноярский край             | 1 767,9 | 23,31 |
| 2         | Новосибирская область         | 1 084,6 | 14,87 |
| 3         | Иркутская область             | 1 068,7 | 14,65 |
| 4         | Кемеровская область — Кузбасс | 858,1   | 12,24 |
| 5         | Омская область                | 625,9   | 9,81  |
| 6         | Алтайский край                | 498,8   | 7,33  |
| 7         | Томская область               | 487,0   | 7,01  |
| 8         | Забайкальский край            | 262,8   | 3,73  |
| 9         | Республика Бурятия            | 199,2   | 3,03  |
| 10        | Республика Хакасия            | 182,4   | 2,63  |
| 11        | Республика Тыва               | 52,2    | 0,76  |
| 12        | Республика Алтай              | 46,1    | 0,64  |
| 12.000001 | всего                         | 7134    |       |

## Полномочные представители президента Российской Федерациив СФО
- Драчевский, Леонид Вадимович (18 мая 2000 / 26 марта 2004 — 9 сентября 2004)[61][62][63]
- Квашнин, Анатолий Васильевич (9 сентября 2004 / 14 мая 2008 — 9 сентября 2010)[64][65][66]
- Толоконский, Виктор Александрович (9 сентября 2010 / 25 мая 2012 — 12 мая 2014)[67][68][69]
- Рогожкин, Николай Евгеньевич (12 мая 2014 — 28 июля 2016)[70][71]
- Меняйло, Сергей Иванович (28 июля 2016 / 26 июня 2018 — 9 апреля 2021)[72][73]
- Серышев, Анатолий Анатольевич (с 12 октября 2021)[74]